# Галіція дистилері
ПрАТ «Галіція дистилері» (англ. Galicia Distillery) — підприємство в Бучачі, яке виробляє алкогольні напої, зокрема, коньяки. Власник торгових марок коньяків «Бучач», «Грінвіч», «Renuage». Адреса: м. Бучач, вул. Бічна Бариська, 8.
Наприкінці червня 2016 року відкрито перший фірмовий магазин у Бучачі за адресою: вул. Галицька, 157А.
Значною віхою в розвитку компанії став запуск фірмового онлайн магазину в співпраці з київськими розробниками SOFT.UA (ТОВ "СОФТ.ЮА") та вихід із ним на онлайн ринок.

## Керівництво
- Володимир Татаринов — генеральний директор
- Левон Геокчян — головний менеджер
- Рудоквас Валентина — директор з виробництва
- Мирослав Сиванич — головний інженер
- Сарахман Ольга — головний бухгалтер

### Колишні працівники
- Сергій Сергієнко — директор з продажу та дистрибуції (2004—2015 рр), Україна.
- Сергій Губський — виконавчий директор